# Alessandro Metz
Alessandro Metz (* 10. Mai 1940 in Rom) ist ein italienischer Filmregisseur.

## Leben
Metz ist der Sohn des Drehbuchautors Vittorio und arbeitete seit seinem 21. Lebensjahr bis 1995 mit einer großen Anzahl an Regisseuren an außerordentlich vielen Filmen als Regieassistent; nahezu ausschließlich Komödienstoffe mit Genregrößen wie Mariano Laurenti, Gianni Grimaldi und Castellano & Pipolo. 1981 und im Folgejahr verantwortete er drei Farcen als Regisseur, teils nach eigenem Drehbuch.

## Filmografie

### Regisseur
- 1981: Pierino il fichissimo (& Drehbuch)
- 1981: Care amiche mie
- 1982: È forte un casino (& Drehbuch)